# Rolls-Royce (entreprise)
Pour les articles homonymes, voir Rolls-Royce.
Rolls-Royce Holdings plc est un fabricant de moteurs d'avions et de navires, et concepteur de navires,.
Rolls Royce a été nationalisé en 1971, la division aérospatiale étant depuis longtemps la plus importante du groupe. La division automobile est détachée du groupe en 1973 et devient Rolls-Royce Motors, et Rolls-Royce plc est privatisée en 1987. Rolls-Royce est au deuxième rang mondial des fabricants de moteurs d'avion militaires. En 2004, les ventes militaires représentaient 23 % des ventes totales, l'aérospatial civil 51 %, l'activité marine 16 % et l'activité énergie 8 %.

## Histoire
L'entreprise Rolls-Royce a été fondée en 1906 par Henry Royce et Charles Rolls. Elle a produit ses premiers moteurs d'avion en 1914.
Environ la moitié des moteurs d'avion utilisés par les Alliés pendant la Première Guerre mondiale furent fabriqués par Rolls-Royce. À la fin des années 1920, les moteurs d'avion constituaient la part la plus importante de l'activité de Rolls-Royce. La dernière création d'Henry Royce fut le moteur d'avion Merlin, qui sortit en 1935 malgré la mort d'Henry Royce en 1933. C'était une évolution du moteur R, qui propulsait l'hydravion Supermarine S6B détenteur du record de vitesse dans la coupe Schneider de 1931 à presque 400 miles par heure. Le Merlin a propulsé beaucoup d'avions de la Seconde Guerre mondiale : les avions britanniques Hawker Hurricane, Supermarine Spitfire, De Havilland Mosquito (bimoteur), Avro Lancaster (quadrimoteur), Vickers Wellington (bimoteur) ; il a transformé l'avion américain P-51 Mustang en en faisant le meilleur chasseur possible de son époque, son moteur Merlin fut fabriqué par Packard&MajstoraCo sous licence. Plus de 160 000 moteurs Merlin furent fabriqués.
Pendant l'après-guerre, Rolls-Royce fit des avancées significatives dans la conception et la fabrication des turbines à gaz.
En 1995, l'entreprise racheta Allison Engine Company à General Motors et l'absorba en 2000.
En octobre 2015, Rolls-Royce annonce la suppression de 400 postes supplémentaires dans sa division liés à la propulsion maritime, après en avoir annoncé 600 au début de la même année. Ces suppressions sont liées à la baisse du prix du pétrole, le secteur pétrolier étant un important client dans l'industrie maritime.
En juin 2018, Rolls-Royce annonce la vente de sa filiale L'Orange, spécialisée dans le diesel, à Woodward pour 673 millions d'euros. Le même mois, Rolls-Royce annonce la suppression de 4 600 postes sur 2 ans notamment dans son centre administratif au Royaume-Uni. En juillet 2018, Rolls-Royce annonce la vente de ses activités maritimes regroupant 3 600 employés à Kongsberg Gruppen.
En mai 2020, face aux grandes difficultés du secteur de l'aéronautique civile pendant la pandémie de Covid-19, la société annonce la suppression d'au moins 9 000 postes. Elle accuse au 1er semestre une perte nette de 5,38 milliards de livres, quasiment l'équivalent de son chiffre d'affaires sur la période, et un résultat d'exploitation en négatif de 1,77 milliard de livres. En lutte pour sa survie, les mauvaises nouvelles s'accumulent pour Rolls Royce, qui annonce en janvier 2021 le gel de son programme Ultrafan, supposé permettre l'éclosion d'une nouvelle génération de moteurs d'avion,,. 
En septembre 2021, Rolls-Royce annonce la vente de sa filiale espagnole de production de turbine ITP Aero à un consortium mené par Bain Capital pour 1,7 milliard d'euros.
En octobre 2023, Rolls-Royce annonce de nouvelles suppressions d'emplois avec 2 500 postes supprimés sur plusieurs années.

## Liste des moteurs produits

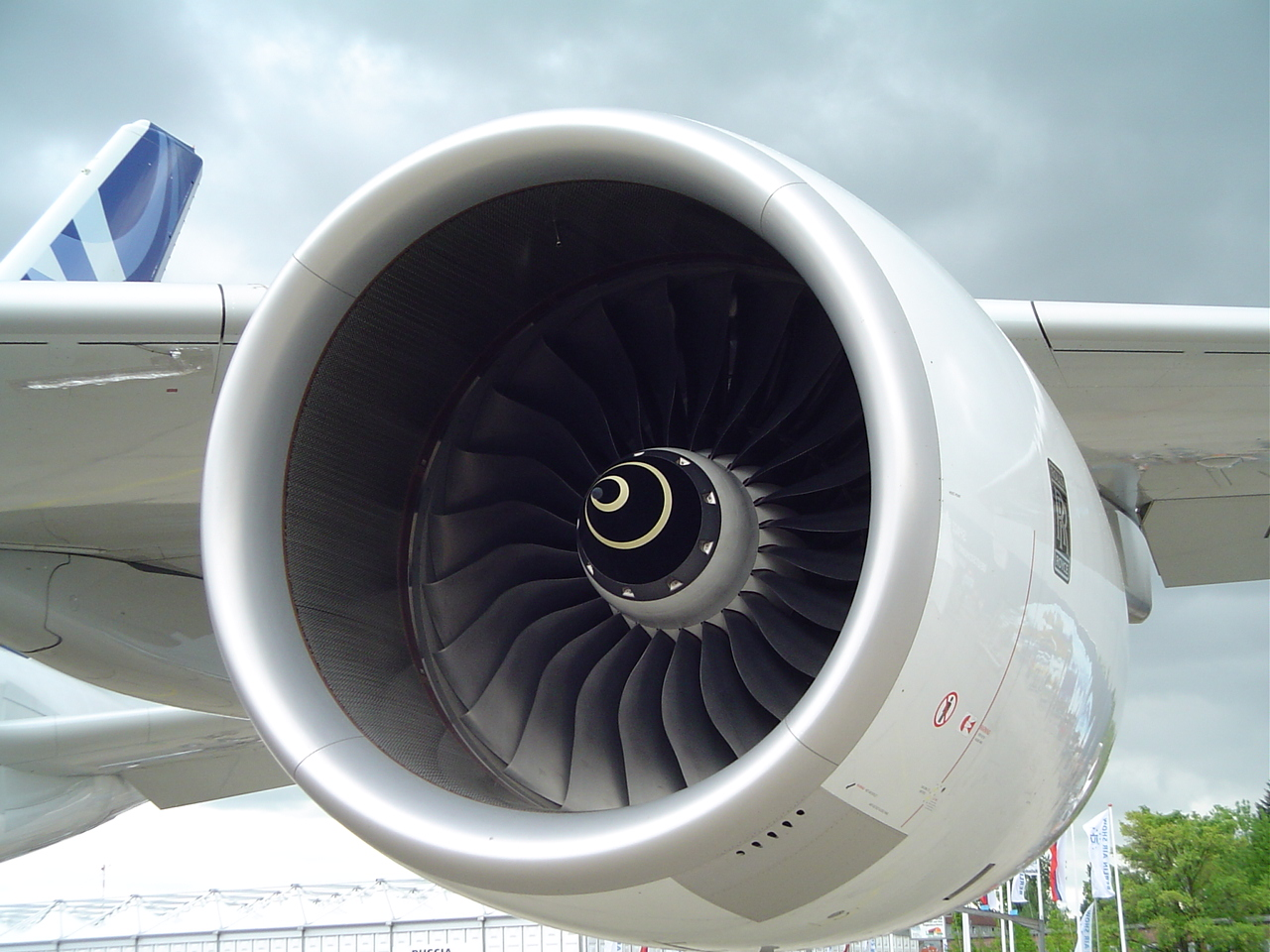
Un moteur Rolls-Royce Trent 900 sur un Airbus A380.

Jusqu'en 1973, les activités aéronautiques et automobile étaient réunies au sein d'une unique entreprise : Rolls-Royce Limited.

### Moteur à piston
- Rolls-Royce Eagle (1915)
- Rolls-Royce Falcon (en) (1915)
- Rolls-Royce Hawk (en) (1915)
- Rolls-Royce Condor (en) (1918)
- Rolls-Royce Kestrel (1926)
- Rolls-Royce Buzzard (1928)
- Rolls-Royce R (1931)
- Rolls-Royce Goshawk (1933)
- Rolls-Royce Merlin (1934)
- Rolls-Royce Exe (en) (1936)
- Rolls-Royce Vulture (1937)
- Rolls-Royce Griffon (1939)
- Rolls-Royce Peregrine (1938)
- Rolls-Royce Crecy (1941)
- Rolls-Royce Pennine (en) (1945)
- Rolls-Royce O-200

### Turboréacteur
- Rolls-Royce RB.23 Welland (1942)
- Rolls-Royce RB.37 Derwent (1943)
- Rolls-Royce RB.41 Nene (1944)
- Rolls-Royce Avon (1946)
- Rolls-Royce Olympus (1950, développé par Bristol Aero Engines)
- Rolls-Royce RB.44 Tay (1950)
- Armstrong Siddeley Viper (1951, développé par Armstrong Siddeley)
- Rolls-Royce RB.82 Soar (1953)
- Rolls-Royce RB.106 (1953)
- Rolls-Royce RB.108 (1955)
- Rolls-Royce RB.145 (1961)
- Rolls-Royce RB.162 (1962)
- Rolls-Royce RB.176
- Olympus 593 (1966, avec Snecma)

### Turbofans
- Rolls-Royce RB.80 Conway (v. 1950)
- Rolls-Royce Pegasus (1959, développé par Bristol Siddeley)
- Rolls-Royce RB.211 (1969)
- Rolls-Royce Spey (1964)
- Rolls-Royce Turbomeca Adour (1968, avec Turbomeca)
- Turbo-Union RB199 (1972, au sein de Turbo-Union)
- Rolls-Royce RB.183 Tay (1984)
- IAE V2500 (1987, au sein d'International Aero Engines)
- Rolls-Royce Trent (1990)
  - Trent 1000 (B787)
  - Trent 900 (A380)
  - Trent 800 (B777)
  - Trent 700 (A330)
  - Trent 500 (A340-500/600)
  - Trent 7000 (A330neo)
  - Trent XWB (A350)
- Eurojet EJ200 (1991, au sein d'EuroJet Turbo)
- Rolls-Royce AE 3007 (1991)
- Rolls-Royce BR700 (1995, avec BMW)
- General Electric/Rolls-Royce F136 (2004, avec GE Aviation)
- Rolls-Royce RB.282 (en) (2012)

### Turbopropulseurs
- Rolls-Royce RB.50 Trent (1944)
- Rolls-Royce RB.39 Clyde (1945)
- Rolls-Royce T56 (1954, développé par Allison)
- Rolls-Royce RB.109 Tyne (1955)
- Rolls-Royce Model 250 (1961, développé par Allison)
- Rolls-Royce RS.360 Gem (v. 1965)
- Rolls-Royce Turbomeca RTM322 (1985, avec Turbomeca)
- Rolls-Royce T406/AE 1107C-Liberty (1986, développé par Allison)
- MTR MTR390 (1991, au sein de MTR)
- Rolls-Royce AE 2100 (v. 1992, développé par Allison)
- LHTEC T800 (1992, avec Honeywell)
- Rolls-Royce RR300
- Rolls-Royce RR500
- Europrop International TP400 (2009, au sein d'Europrop International)

## Principaux actionnaires
En avril 2023 :
| Nom                                                  | Actions     | %     |
| Causeway Capital Management LLC                      | 583 971 571 | 6,98% |
| Harris Associates LP                                 | 417 543 090 | 4,99% |
| Capital Research & Management Co. (Global Investors) | 413 110 154 | 4,94% |
| Massachusetts Financial Services Co.                 | 293 359 291 | 3,51% |
| The Vanguard Group, Inc.                             | 263 684 724 | 3,15% |
| BlackRock Investment Management (UK) Ltd.            | 240 087 762 | 2,87% |
| Hargreaves Lansdown Stockbrokers Ltd.                | 221 029 000 | 2,64% |
| Templeton Global Advisors Ltd.                       | 217 278 266 | 2,60% |
| FIL Investment Advisors (UK) Ltd.                    | 212 305 641 | 2,54% |
| BlackRock Fund Advisors                              | 185 561 267 | 2,22% |